# Зелёный гид «Мишлен»
«Зелёный гид „Мишле́н“» (фр. Guide vert Michelin) — туристический путеводитель, выпускаемый французской фирмой Michelin с 1900 года (официально, под этим названием — с 1958 года).

## Предыстория
Публикация первых туристических путеводителей (или по-французски — «гидов») началась во Франции с 1860-х годов. Тогда же появилась традиция именования многих из них по цветам их обложек — одним из первых таких «цветных» путеводителей стал издававшийся с того же периода «Голубой гид „Ашетт“».
Начиная с 1900 года путеводители начали издаваться фирмой «Мишлен» — производителем автомобильных и велосипедных шин. В течение первых восьми лет они представляли собой небольшую книжечку, бесплатно выдававшуюся при покупке произведённых фирмой шин. Путеводители не имели устоявшегося названия (первый выпуск именовался «Гид „Мишлен“ для шофёров и велосипедистов» — фр. Guide Michelin pour les chauffeurs et les vélocipédistes), в них содержалась самая разная информация — техническая, по обслуживанию автомобиля и велосипеда (составлявшая от 22 до 29 % объёма издания в этот период, в зависимости от года выпуска), а также правила дорожного движения, пограничные и таможенные правила, списки производителей автомобилей и других транспортных средств и так далее. Там же помещалась информация, необходимая путешественнику — списки и адреса гостиниц и ресторанов. Отличительной особенностью уже первых выпусков гидов «Мишлен» стала их привязка не к трассировке железных дорог, как у выпускавшихся до них, а к автомобильным дорогам.
Начиная с 1908 года, а особенно — после окончания Первой мировой войны, концепция издания начала меняться, теперь в нём меньше внимания уделялось технике и больше — собственно путешествиям, достопримечательностям и особенностям описываемых мест. Из путеводителя постепенно исчезла информация о автозаправочных станциях и ремонтных мастерских, зато появились сведения о курортных местах, спа, лыжных станциях и так далее. Ещё с 1906 года начала появляться система звёзд — с этого года наиболее значимые объекты обозначались звёздочкой. В 1919 году был опубликован гид по местам боёв Первой мировой войны. В 1926 году был опубликован первый «региональный гид» (который со временем превратится в «Зелёный гид»). К 1930-му году окончательно сформировалась система ранжирования достопримечательностей и иных объектов, существующая и поныне — им присваивается одна, две или три звезды в зависимости от их потенциальной значимости для туриста (как это видится редакторам издания). В 1933 году произошло разделение гида на два: «Красный гид», специализирующийся на ресторанных рейтингах, и «Зелёный гид», описывающий туристические достопримечательности.

## История
Первоначально названия «Красный гид» и «Зелёный гид» были обиходными названиями по цветам обложек. С 1958 года это наименование стало официальным.
Начиная с 1960—1970-х годов в структуру было введено несколько изменений: теперь значительная часть исторических, географических и архитектурных сведений о регионе не выделялась в отдельную вводную статью, но рассредотачивалась по тексту путеводителя. В географический раздел были введены сведения по геологии рассматриваемой территории. Помимо одной обзорной карты, стали включаться дополнительные детальные или тематические карты. На общегеографические карты был добавлен рельеф местности. Описание маршрутов теперь выполнялось не текстом, но отображалось на небольших вводных картах к разделам. Достопримечательности теперь располагались не в алфавитном порядке, а в порядке пути следования путешественника.
В 1970—1980-х годах издатель стал частично отходить от маршрутной схемы расположения достопримечательностей, предлагая иногда кольцевые и альтернативные маршруты и ответвления от основного маршрута. Помимо городов и населённых пунктов, в путеводителях стало уделяться больше внимания сельской местности и ландшафтным точкам притяжения. Гиды дополнялись информацией по искусству, архитектуре, гастрономии, ремесленным традициям, местным праздникам, диалектальным особенностям языка. Количество тематических карт существенно расширилось, a общегеографические карты, напротив, становились лаконичнее, поскольку издатели предпочли оставить общую дорожную информацию для отдельных карт (в том числе, и издававшихся самим «Мишленом»).
В 2000 годах, в условиях усилившейся конкуренции со стороны других издателей путеводителей, строение гидов снова изменилось: по мере упрощения и удешевления цветной полиграфии «Зелёные гиды» стали больше наполняться цветными фотографиями. Редакторы всё больше отходят от «общей» информации о регионе и всё больше места уделяют «частной» информации о каком-то населённом пункте (даже небольшом) или объекте. Снова уменьшилось количество карт, с них исчез рельеф, а также данные о геологии, но при этом увеличилось количество видов достопримечательностей, отображаемых на карте. Появилось много круговых маршрутов, в том числе — пеших и велосипедных; к началу такого маршрута можно подъехать на автомобиле или общественном транспорте и после его прохождения вернуться к начальной точке. В гидах появились тематические маршруты на самые разные темы — от «доисторических мегалитов Бретани» до «страны Мерлина». Одновременно с этим «Мишлен» начал отходить от своей традиционной привязки к автодорогам — появились путеводители, привязанные к рекам и линиям TGV. Окончательно исчезли транспортные географические карты, уступив место привязке к GPS.

«Зелёный гид „Мишлен“» на русском языке

Со временем «Зелёные гиды „Мишлен“» стали издаваться не только на французском, но и на других языках. В 2009 году совместно с компанией ABBYY был выпущен первый гид на русском языке, посвящённый Парижу, в дальнейшем серия продолжилась за счёт других городов и регионов.

## Содержание
(На примере франкоязычного «Зелёного гида» «Овернь — Бурбоне» 2021 года издания)
Все достопримечательности в гиде помечаются знаками «одна звезда», «две звезды» или «три звезды», означающих: «заслуживает остановки», «заслуживает отклонения от маршрута» и «заслуживает отдельного путешествия» соответственно.
Гид начинается с географической карты, на которой охватываемый путеводителем регион разбит на «микрорегионы» — далее рассматривается по отдельности каждый из микрорегионов. Далее идёт общая характеристика региона и снабжённые фотографиями ссылки на наиболее значимые достопримечательности региона, позволяющие спланировать поездку, несколько предлагаемых редакцией маршрутов разной протяжённости (от 4 до 9 дней), объекты, интересные для семей с детьми 6—14 лет и общая характеристика региона (в случае с Овернью — это геологическая история его вулканов, информация о его озёрах и заповедниках). После этого идёт детальное описание каждого из восьми выделенных в начале путеводителя микрорегионов — города, достопримечательности, сведения по истории, культуре и спорте. Каждая из частей оканчивается практическими данными: адреса музеев, особенности функционирования общественного транспорта, а также рекомендуемые редакцией рестораны, кафе, торговые центры, гостиницы и так далее.
Затем идут общие сведения о регионе — для чтения на обратном пути: сведения о природе, флоре и фауне, сегодняшнем дне региона, наиболее важные даты из истории и наиболее значимые исторические персонажи, данные по местным традициям и архитектуре. Завершается путеводитель полезными сведениями для организации путешествия — таблицы расстояний, сведения о вокзалах и аэропортах, погоде, адреса и контактные данные туристических организаций и точек притяжения.